# 1. deild kvinnur (1999)
W roku 1999 odbyła się 15. edycja 1. deild kvinnur – pierwszej ligi piłki nożnej kobiet na Wyspach Owczych. W rozgrywkach wzięło udział 7 klubów z całego archipelagu. Tytułu mistrzowskiego broniła drużyna B36 Tórshavn, jednak przejął go od niej klub HB Tórshavn, zdobywając go po raz siódmy w swojej historii.
Jako że dwa kluby wycofały się z rozgrywek po ich rozpoczęciu, zadecydowano, że oba zostaną relegowane do niższej ligi. Zdecydowano także, że z uwagi na niewielką liczbą biorących udział drużyn, rozegrane zostaną po cztery mecze między każdym z klubów.

## Uczestnicy
| Uczestnicy 1. deild kvinnur 1998                                                                              | Uczestnicy 1. deild kvinnur 1998 | Uczestnicy 1. deild kvinnur 1998 | Uczestnicy 1. deild kvinnur 1998 |
| --- | -------------------------------- | -------------------------------- | -------------------------------- |
| B36 | B36 Tórshavn                     | 1                                |                                  |
| HB | HB Tórshavn                      | 2                                |                                  |
| KÍ | KÍ Klaksvík                      | 3                                |                                  |
| LÍF | LÍF Leirvík                      | 4                                |                                  |
| EB | EB Eiði                          | 5                                |                                  |
| Awans z 2. deild kvinnur 1998                                                                                 |                                  |                                  |                                  |
| VB | VB Vágur                         |                                  |                                  |
| Oznaczenia: - kolumna pierwsza – skróty nazw drużyn, - kolumna trzecia – miejsce zajęte w poprzednim sezonie. |                                  |                                  |                                  |

## Rozgrywki

### Tabela ligowa
| Lp. | Drużyna         | M  | Z | R | P | Bramki | Bramki | Różn. | Pkt | Uwagi              |
| --- | --------------- | -- | - | - | - | ------ | ------ | ----- | --- | ------------------ |
| 1   | HB Tórshavn (M) | 12 | 7 | 3 | 2 | 42     | 19     | +23   | 24  |                    |
| 2   | B36 Tórshavn    | 12 | 5 | 2 | 5 | 34     | 26     | +8    | 17  |                    |
| 3   | VB Vágur        | 12 | 4 | 3 | 5 | 25     | 42     | −17   | 15  |                    |
| 4   | KÍ Klaksvík     | 12 | 3 | 2 | 7 | 33     | 47     | −14   | 11  |                    |
| 5   | EB Eiði (S)     | 0  | 0 | 0 | 0 | 0      | 0      | 0     | 0   | Spadek do 2. deild |
| 5   | LÍF Leirvík (S) | 0  | 0 | 0 | 0 | 0      | 0      | 0     | 0   | Spadek do 2. deild |

### Wyniki spotkań

#### Regularne spotkania
| Gospodarz \ Gość | B36 | EB | HB  | KÍ  | LÍF | VB  |
| B36 Tórshavn     |     | 1  | 0:1 | 7:2 | 1   | 1:2 |
| EB Eiði          | 1   |    | 1   | 1   | 1   | 1   |
| HB Tórshavn      | 3:1 | 1  |     | 3:3 | 1   | 9:1 |
| KÍ Klaksvík      | 1:4 | 1  | 1:7 |     | 1   | 4:4 |
| LÍF Leirvík      | 1   | 1  | 1   | 1   |     | 1   |
| VB Vágur         | 4:0 | 1  | 0:0 | 7:1 | 1   |     |

Aktualne na 23 kwietnia 2015. Źródło: FaroeSoccer.com
Objaśnienia:
1Drużyna gospodarzy jest wymieniona po lewej stronie tabeli.
Kolory: zielony – zwycięstwo gospodarzy, żółty – remis, różowy – zwycięstwo gości.

#### Dodatkowe spotkania
| Gospodarz \ Gość | B36 | EB | HB  | KÍ  | LÍF | VB  |
| B36 Tórshavn     |     | 1  | 3:3 | 1:2 | 1   | 6:0 |
| EB Eiði          | 1   |    | 1   | 1   | 1   | 1   |
| HB Tórshavn      | 2:3 | 1  |     | 3:0 | 1   | 2:1 |
| KÍ Klaksvík      | 4:6 | 1  | 4:3 |     | 1   | 7:2 |
| LÍF Leirvík      | 1   | 1  | 1   | 1   |     | 1   |
| VB Vágur         | 2:2 | 1  | 2:6 | 3:1 | 1   |     |

Aktualne na 23 kwietnia 2015. Źródło: FaroeSoccer.com
Objaśnienia:
1Drużyna gospodarzy jest wymieniona po lewej stronie tabeli.
Kolory: zielony – zwycięstwo gospodarzy, żółty – remis, różowy – zwycięstwo gości.
Objaśnienia:
1. EB Eiði oraz LÍF Leirvík wycofały się z rozgrywek niedługo po inauguracji sezonu, a wszystkie mecze, które miały rozegrać uznano za nieodbyte.

## Najlepsi strzelcy
| Bramki | Strzelcy            | Drużyna        |
| ------ | ------------------- | -------------- |
| 12     | Rakul Joensen       | B36 Tórshavn   |
| 12     | Eyðfríð Kristiansen | HB Tórshavn    |
| 10     | Eyðvør úr Dímun     | HB Tórshavn    |
| 10     | Sólvá Joensen       | B36 Tórshavn   |
| 9      | Halltóra Joensen    | VB Vágur       |
| 8      | Rannvá Andreasen    | KÍ Klaksvík    |
| 8      | Rannvá Johannesen   | VB Vágur       |
| 7      | Malena Josephsen    | KÍ Klaksvík    |
| 5      | Annika Godtfred     | HB Tórshavn    |
| 5      | Vivian Unadóttir    | HB Tórshavn    |
| 4      | 3 zawodniczki       | 3 zawodniczki  |
| 3      | 3 zawodniczki       | 3 zawodniczki  |
| 2      | 10 zawodniczek      | 10 zawodniczek |
| 1      | 5 zawodniczek       | 5 zawodniczek  |
| sam.   | 2 zawodniczki       | 2 zawodniczki  |